# Březina u Křtin
Březina u Křtin é uma comuna checa localizada na região de Morávia do Sul, distrito de Brno-Venkov.